# DuBeau-Gletscher
Der DuBeau-Gletscher ist ein Kargletscher an der Knox-Küste des ostantarktischen Wilkesland. Er mündet 28 km westlich von Merritt Island in die Mawsonsee.
Der US-amerikanische Kartograf Gardner Dean Blodgett kartierte ihn 1955 anhand von Luftaufnahmen, die bei der Operation Highjump (1946–1947) angefertigt worden waren. Das Advisory Committee on Antarctic Names benannte den Gletscher 1955 nach Earl P. DuBeau (1919–2012), der bei der Operation Windmill (1947–1948) an der Auswertung von Fotografien und an der Errichtung astronomischer Beobachtungsstationen entlang der Küste des Königin-Marie-Lands sowie an der Knox- und der Budd-Küste beteiligt war.